# Stanisław Jurcewicz
Stanisław Jurcewicz (ur. 31 lipca 1961 w Bielawie) – polski polityk, inżynier i samorządowiec, przewodniczący Sejmiku Województwa Dolnośląskiego (2005–2006), senator VII i VIII kadencji (2007–2015).

## Życiorys
Z wykształcenia jest magistrem inżynierem telekomunikacji, absolwentem Wydziału Telekomunikacji i Elektrotechniki Akademii Techniczno-Rolniczej w Bydgoszczy. Pracował jako dyrektor pionu sprzedaży w Telekomunikacji Polskiej.
W latach 1990–1994 był wiceprzewodniczącym rady miejskiej i członkiem zarządu miasta w Piławie Górnej. Przez następne cztery lata pełnił funkcję ponownie członka zarządu miasta, a także wiceprzewodniczącego Sejmiku Samorządowego Województwa Wałbrzyskiego. Od 1998 do 2002 był przewodniczącym rady miejskiej w Piławie Górnej. W latach 2002–2007 zasiadał w Sejmiku Województwa Dolnośląskiego, pełnił funkcję jego przewodniczącego (2005–2006) oraz wiceprzewodniczącego (2004–2005, 2006–2007). Należał również do założycieli Obywatelskiego Bloku Samorządowego.
W wyborach parlamentarnych w 2001 i 2005 bezskutecznie kandydował do Sejmu z list Platformy Obywatelskiej. W wyborach w 2007, kandydując również z ramienia PO, został wybrany na senatora VII kadencji w okręgu wałbrzyskim, otrzymując 106 618 głosów. W 2011 z powodzeniem ubiegał się o reelekcję, w nowym okręgu jednomandatowym dostał 49 054 głosy. W 2015 nie został wybrany na kolejną kadencję, bez powodzenia kandydował także w wyborach w 2019. W 2018 powrócił natomiast w skład sejmiku. W 2023 zrezygnował z członkostwa w PO. W tym samym roku kandydował bez powodzenia do Sejmu z listy Trzeciej Drogi (z rekomendacji Polski 2050). Po wyborach odszedł z klubu Koalicji Obywatelskiej w sejmiku i przystąpił następnie do Polski 2050. W 2024 nie uzyskał reelekcji w wyborach do sejmiku.

## Wyniki w wyborach ogólnopolskich
| Wybory | Komitet wyborczy    | Komitet wyborczy      | Organ            | Okręg            | Wynik           |
| ------ | ------------------- | --------------------- | ---------------- | ---------------- | --------------- |
| 2001   |                     | Platforma Obywatelska | Sejm IV kadencji | nr 2             | 1993 (0,85%)    |
| 2005   | Sejm V kadencji     | Platforma Obywatelska | 4142 (2,11%)     | nr 2             |                 |
| 2007   | Senat VII kadencji  | Platforma Obywatelska | nr 2             | 106 618 (39,12%) |                 |
| 2011   | Senat VIII kadencji | Platforma Obywatelska | nr 5             | 49 054 (42,69%)  |                 |
| 2015   | Senat IX kadencji   | Platforma Obywatelska | nr 5             | 38 327 (33,16%)  |                 |
| 2019   |                     | Koalicja Obywatelska  | nr 5             | Senat X kadencji | 57 183 (40,71%) |
| 2023   |                     | Trzecia Droga         | Sejm X kadencji  | nr 2             | 1879 (0,58%)    |

## Życie prywatne
Żonaty, ma troje dzieci.

## Odznaczenia
W 1999 otrzymał Brązowy Krzyż Zasługi.